# Сашка. Дневник солдата
«Сашка. Дневник солдата» — короткометражная военная драма, дебютный режиссёрский проект популярного актёра, лауреата премии «Золотой Орёл» Кирилла Зайцева, снятая по мотивам повести «Сашка» писателя-фронтовика Вячеслава Кондратьева. Премьера фильма в Москве состоялась 24 апреля 2021 года в рамках российской программы 43-го Московского Международного кинофестиваля. Первый короткометражный фильм, вышедший в широкий прокат по всей стране.

## Описание
Повесть «Сашка» стала первой книгой, написанной фронтовиком Великой Отечественной войны Вячеславом Кондратьевым. Война не оставляла его до конца жизни. Участник кровопролитных боев подо Ржевом Кондратьев нигде не мог найти описания «своей войны». В 1979 году в журнале «Дружба народов» он публикует повесть «Сашка», которая и по сей день считается одной из лучших книг о войне.
В своих заметках о том, как создавался «Сашка», Кондратьев рассказывал:
Я начал жить какой-то странной, двойной жизнью: одной — в реальности, другой — в прошлом, в войне. Ночами приходили ко мне ребята моего взвода, крутили мы самокрутки, поглядывали на небо, на котором висел «костыль». Гадали, прилетят ли после него самолёты на бомбёжку, а я просыпался только тогда, когда чёрная точка, отделившаяся от фюзеляжа, летела прямо на меня, все увеличиваясь в размерах, и я с безнадёжностью думал: это моя бомба… Начал я разыскивать тогда своих ржевских однополчан — мне до зарезу нужен был кто-нибудь из них, — но никого не нашёл, и пала мысль, что, может, только я один и уцелел, а раз так, то тем более должен я рассказать обо всём. В общем, схватила меня война за горло и не отпускала. И наступил момент, когда я уже просто не мог не начать писать.
В основу сценария короткометражной военной драмы «Сашка. Дневник солдата» вошел только один эпизод повести, с пленным немцем. С этого эпизода начинается вся история военных мытарств юного пехотинца Сашки, его взросление и понимание жестокой сути войны.
Когда-то, в далёком 1915 году, в разгар Первой мировой войны, философ И. А. Ильин в своей работе «Духовный смысл войны» пытался понять, что же, кроме разрушения и физической смерти, несёт война человеку, ведь человек — существо одухотворённое, отвечающее всей своей жизнью за вверенную ему душу. Размышления привели Ильина к выводу, что «…война несет людям и народам духовное испытание и духовный суд…»
История с пленным немцем стала для Сашки его «духовным испытанием».

## Сюжет
Перебирая письма и фотографии, ветеран Великой Отечественной войны находит свой дневник. Старик листает дневник, и воспоминания сразу же отправляют его в пекло войны. Среди огня, крови и грязи, среди звериной ненависти и вражды он, тогда еще молодой солдат Сашка, в страшном бою голыми руками берёт в плен такого же мальчишку немца. Немец ждёт смерти, но Сашка даёт ему слово, что русские пленных не расстреливают.
В штабе полка комбат, у которого утром при обстреле деревни убили боевую подругу, в гневе приказывает расстрелять пленного фашиста.
Русский солдат оказывается перед выбором.

## История создания
В 2015 году в Рижском русском театре им. Чехова состоялась премьера спектакля по мотивам повести В. Кондратьева «Сашка» в постановке художественного руководителя театра, мастера специального актёрского курса Латвийской Академии Культуры, режиссёра, педагога Игоря Коняева. В 2017 г. у Ивана Клочко, исполнителя главной роли Сашки в Рижском спектакле, возникла идея снять короткометражный фильм по первой части повести. Эта идея вдохновила его однокурсников, участников спектакля.
Актёр Кирилл Зайцев (в спектакле он играл роль комбата) принял решение выступить продюсером и режиссёром этого фильма. К этому времени у Кирилла Зайцева уже был удачный опыт продюсирования документального фильма «Познавая цвет войны», премьера которого состоялась 9 мая 2020 г. на канале «Культура». В этом же году на VI международном фестивале кино и телефильмов духовно-нравственного содержания «Святой Владимир» в городе Севастополе «Познавая цвет войны» стал одним из победителей в номинации документальных полнометражных фильмов.
Идею создания молодыми энтузиастами короткометражной военной драмы «Сашка. Дневник солдата» поддержал генеральный директор продюсерского центра «Мувистарт» Дмитрий Якунин и руководитель Представительства Союза кинематографистов в Архангельской области, коммерческий директор и продюсер студии «Инфильм» Анатолий Конычев, которые стали продюсерами картины. Также проект реализовался благодаря финансовой поддержке Фонда Президентских грантов, администрации Губернатора Архангельской области, Федерального агентства по делам молодёжи, Всероссийского форума «Таврида», Министерства культуры Архангельской области и центра «Патриот» Архангельской области.
Съёмки фильма прошли с 5 по 9 марта в Каргопольском районе Архангельской области в деревне Кучепалда и 29 марта в Подмосковье.
9 и 10 мая 2020 года состоялась премьера трейлера фильма на платформе «Фильм про» и канале «Россия-24».

## В ролях
- Сашка — Иван Клочко
- Сашка после войны — Иван Криворучко
- Немец — Марат Эфендиев
- Комбат — Кирилл Зайцев
- Толик — Игорь Назаренко

## Съёмочная группа
- Режиссёр-постановщик — Кирилл Зайцев
- Оператор-постановщик — Владимир Климов
- Художник-постановщик — Ираида Шульц
- Художник по костюмам — Сергей Стручёв
- Художник по гриму — Ирина Лобова
- Художественный руководитель — Игорь Коняев

## Награды и номинации
- 2020 год — Победитель народного голосования грантового конкурса Форума молодых деятелей культуры и искусства «Таврида»
- 2021 год — Номинация «Лучший иностранный фильм» на фестивале «LA Shorts Fest» (квалификация на «OSCAR» и «BAFTA», США)[5]
- 2021 год — Победитель в номинациях «Лучший короткометражный фильм» и «Лучший фильм по мнению зрителей» на IV Майкопском Международном Кинофестивале
- 2021 год — Победитель в номинации «Лучший короткометражный фильм» на Halicarnassus Film Festival (Турция)
- 2021 год — Приз имени Бориса Васильева на фестивале «Золотой Феникс» (г. Смоленск)
- 2021 год — Диплом «За вклад в сохранение исторической памяти» на Всероссийском Шукшинском кинофестивале (г. Бийск)
- 2021 год — Победитель Tokyo International Short Film Festival (г. Токио)
- 2021 год — Победитель Roma Short Film Festival (г. Рим)
- 2021 год — Полуфиналист на Международном кинофестивале в Салониках (Греция)
- 2021 год — Призёр в номинации «Короткометражное игровое кино» на Международном кинофестивале «Покров» (г. Киев)
- 2021 год — Победитель в номинации «Лучший фильм» на Swallow Film Festival (г. Санкт-Петербург)
- 2021 год — Победитель в номинации «Лучший короткометражный фильм» на Fullshot Cine Mag Fest
- 2021 год — Победитель в номинациях «Лучшая операторская работа» и «Лучший киносценарий» на Prague Independent Film Festival (г. Прага)[6]
- 2021 год — Победитель в конкурсе «Лучший короткометражный фильм» на Международном фестивале военно-патриотических фильмов «Волоколамский рубеж» (г. Волоколамск)
- 2021 год — Диплом «За гуманизм в военных условиях» на Международном кинофестивале «Золотая башня» (г. Магас)
- 2021 год — Почётный Приз Жюри в номинации «Лучший короткометражный фильм» на Florence Film Awards (г. Флоренция)
- 2021 год — Участник программы «Панорама мирового кино» на Ялтинском международном кинофестивале «Евразийский мост»
- 2022 год — Победитель в номинациях: «Лучший короткометражный фильм», «Лучший актёр» (Иван Клочко), «Лучший режиссёр» — Кирилл Зайцев, «Лучшая операторская работа» (Владимир Климов), «Лучший сценарий» (Иван Клочко и Игорь Коняев), «Лучшая оригинальная музыка» (Артурс Маскатс) на Международном кинофестивале Bucharest ShortCut Cine Fest (г. Бухарест, Румыния)[7]
- 2022 год — Участник рынка короткометражных фильмов на Международном фестивале короткометражного кино в Клермон-Ферране (Франция)
- 2022 год — Золотой Приз в номинации «Лучший короткометражный фильм» на Hollywood Gold Awards (г. Лос-Анджелес)[8]
- 2022 год — Победитель в номинации «Лучший короткометражный фильм» на фестивале RED Movie Awards (Франция)
- 2022 год — Лауреат в номинации "Лучший фильм о милосердии" на XVII Международном православном Сретенском кинофестивале "Встреча" (г. Обнинск, Калужская область)